# Kurt Atterberg
Kurt Magnus Atterberg (Göteborg, 12 dicembre 1887 – Stoccolma, 15 febbraio 1974) è stato un compositore, direttore d'orchestra, critico musicale Ingegnere svedese.

## Biografia
Kurt Atterberg prese lezioni di violoncello nella sua città natale, Goteborg. Divenne però ingegnere dopo i suoi studi all'Università della Tecnica di Stoccolma e lavorò dal 1912 fino al 1968 al Regio Ufficio dei Brevetti, dal 1936 anche in posizione dirigenziale. Nonostante un breve periodo di studio della composizione dal 1910 al 1911 al conservatorio di Stoccolma con Andreas Hallén e successivamente in Germania, si può considerare la sua una preparazione da autodidatta. Dal 1916 fino al 1922 è stato direttore d'orchestra al Königlichen Dramatischen Theater e dal 1924 fino al 1947 Presidente dell'Associazione dei Compositori Svedesi; oltre a questo, scrisse dal 1919 al 1957 critiche musicali per il giornale Stockholms-Tidningen.
Nel 1915 sposò la pianista Ella Peterson, dalla quale si separò però già 8 anni dopo.
Nel 1922 riuscì a raggiungere la notorietà con l'esecuzione delle sue sinfonie numero tre e quattro in Germania.
Insieme a Ture Rangström è stato uno dei compositori di spicco della seconda generazione dei tardoromantici svedesi e insieme a Wilhelm Peterson-Berger, Wilhelm Stenhammar e Hugo Alfvén uno dei fondatori e prosecutori di questa tradizione. Le sue 5 opere teatrali sono sparite dai cartelloni ma le sue nove sinfonie vengono eseguite sempre più spesso. Un successo particolare raggiunse la sua sesta sinfonia, con la quale egli vinse un concorso nel 1928 indetto dalla casa discografica "Columbia" per celebrare il centenario della morte di Franz Schubert. Il concorso era dotato di un premio di 10.000 dollari e da allora la sinfonia viene indicata come la "Dollarsinfonie".Questo brano fu anche eseguito da Arturo Toscanini con l'orchestra NBC.

## Opere

### Teatro

#### Opere
- Härvard der Harfner op.12 (1916-18; 1952 rielaborazione di Härvards Heimkehr)
- Wogenroß op.24 (1923-24)
- Fanal op.35 (1929-32)
- Aladdin op.43 (1936-41)
- Der Sturm op.49 (1946-47)

#### Balletti
- Per Schweinehirt op.9 (1914-15)
- Ballettskizzen (1919)
- Die törichten Jungfrauen op.17 (1920)

#### Musiche di scena
- Jefta (1913)
- Mats und Petter (1915)
- Schwester Beatrice (1917)
- Perseus och vidundret op.13 (1918)
- Turandot (1920)
- Der Sturm op.18 (1921)
- Die drei Tanten (1923)
- Ein Wintermärchen (1923)
- Hassan (1925)
- Antonius und Kleopatra (1926)

### Orchestra

#### Sinfonie
- Nr. 1 si minore op. 3 (1909-11)
- Nr. 2 in fa maggiore op. 6 (1911-13)
- Nr. 3 op. 10 "Bilder der Westküste" (1914-16)
- Nr. 4 in sol minore op. 14 "Sinfonia piccola" (1918)
- Nr. 5 in re minore op. 20 "Sinfonia funebre" (1919-22)
- Nr. 6 in do maggiore op. 31 "Dollarsinfonie" (1927-28)
- Nr. 7 op. 45 "Sinfonia romantica" (1942)
- Nr. 8 in mi minore op. 48 (1944)
- Nr. 9 op. 54 "Sinfonia visionaria" per voce sola, coro e orchestra (1955-56)

#### Suite per orchestra
- Nr. 1 "Orientalische Suite" (1913)
- Nr. 2 (1915)
- Nr. 3 op. 19,1 (1917)
- Nr. 4 op. 19,2 "Turandot" (1920)
- Nr. 5 op. 23 "Suite barocco" (1923)
- Nr. 6 op. 30 "Orientalische Legende" (1925)
- Nr. 7 op. 29 (1926)
- Nr. 8 op. 34 "Suite pastorale in modo antico" (1931)
- Nr. 9 op. 47 "Suite drammatica" (1944)

#### Concerti
- Rapsodia per pianoforte e orchestra op. 1 (1909)
- concerto per violino in mi minore op. 7 (1913)
- concerto per violoncello in do minore op. 21 (1922)
- concerto per corno in la minore op. 28 (1926)
- concerto per pianoforte e orchestra in sib minore op. 37 (1935)
- concerto doppio per violino, violoncello ed archi op. 57 (1959-60)

#### Altre composizioni per orchestra
- Concerto-ouverture in la minore op. 4 (1910)
- Rondeau rétrospectif op. 26 (1925)
- Il fiume, poema sinfonico op. 33 (1929)
- Rapsodia Värmland op. 36 (1933)
- Ballata e Passacaglia op. 38 (1935)
- Concerto-ouverture op. 41 (1940)
- Rondeau caractéristique op. 42 (1940)
- Aladino, Ouverture op. 44 (1941)
- Indische Weisen op. 51 (1950)
- Festival d'estate svedese (1957)
- Ballata senza parole op. 56 (1958)
- Vittorioso op. 58 (1962)

### Banda musicale
- De fåvitska jungfrurna Rapsodia Arr. da Gösta Morberg
- Marcia trionfale della bella Lucia

### Musica da camera
- Quartetti per archi
  - Nr. 1 in re maggiore op. 2 (1909)
  - Nr. 2 op. 11 (1918)
  - Nr. 3 in re maggiore op. 39 (1937)
- Variazioni e fuga per quartetto d'archi op. 46 (1944)
- Quintetto per pianoforte in do maggiore op. 31 (1928/42)
- Sonata per violino/violoncello in si minore op. 27 (1925)
- 2 ballate d'autunno op.15 per pianoforte (1918)

#### Vocale
- Requiem per voci soliste, coro e orchestra op. 8 (1914)
- Järnbäraland per voci soliste, coro e orchestra op. 16 (1919)
- Das Lied per voci (coro e soliste) e orchestra op. 25 (1925)
- La terra del canto per voci (coro e soliste) e orchestra op. 32 (1928)